# Catalina (Covasna)
Pour les articles homonymes, voir Catalina.
Catalina (en hongrois: Szentkatolna) est une commune roumaine du județ de Covasna dans le Pays sicule en Transylvanie. Elle est composée des cinq villages suivants :
- Catalina, siège de la commune
- Hătuica (Hatolyka)
- Imeni (Imecsfalva)
- Mărcușa (Kézdimárkosfalva)
- Mărtineni (Kézdimartonfalva)

## Localisation
Catalina est situé au centre-est du județ de Covasna, à l'est de la Transylvanie, à 42 km de Sfântu Gheorghe (Sepsiszentgyörgy), sur les rives de la Negru (affluent de l'Olt).

## Monuments et lieux touristiques
- Église catholique du village de Hătuica (construction XVIe siècle), monument historique
- Église réformée du village de Mărtineni (construite au XVe siècle), monument historique
- Église réformée du village de Mărcușa (construction XVIIe siècle), monument historique
- Manoir Cserey du village de Imeni (construite en XVIIIe siècle), monument historique
- Manoir Sinkovits du village de Catalina (construite en 1649) monument historique
- Rivière Negru

## Personnalités
- Vasile Luca (László Luka * 8 juin 1898 - † 23 juillet 1963), militant communiste